# روزنه (فیلم)
روزنه فیلمی به کارگردانی جمال شورجه و نویسندگی حسین یعقوب پور محصول سال ۱۳۶۷ است.

## خلاصه داستان
دکتر حسینی در جاده با راننده ای آشنا می‌شود که شباهت کاملی به رزمنده ای به نام الفت دارد، که در خط مقدم جبهه در آغوش او جان سپرده‌است. شباهت راننده به الفت دکتر را به مرور خاطراتی که از جبهه دارد وامی‌دارد.

## بازیگران
- اصغر محبی
- فرامرز صدیقی
- حمید رضا تاج دولتی
- ابوالفضل شاه کرم
- رضا بنفشه‌خواه
- علی اکبر بیکرو
- مهدی آریان نژاد
- بهروز مشهدی
- بیژن همدرسی